# Liste der Fahnenträger der afghanischen Mannschaften bei Olympischen Spielen
Die Liste der Fahnenträger der afghanischen Mannschaften bei Olympischen Spielen listet chronologisch alle Fahnenträger afghanischen Mannschaften bei den Eröffnungs- und Abschlussfeiern Olympischer Spiele auf.

## Liste der Fahnenträger
| Mannschaft             | Veranstaltung | Fahnenträger (EF)          | Fahnenträger (AF)     |
| ---------------------- | ------------- | -------------------------- | --------------------- |
| 1936 in Berlin         | Sommerspiele  |                            |                       |
| 1948 in London         | Sommerspiele  |                            |                       |
| 1956 in Melbourne      | Sommerspiele  |                            |                       |
| 1960 in Rom            | Sommerspiele  |                            |                       |
| 1964 in Tokio          | Sommerspiele  | Mohammad Ebrahimi          |                       |
| 1968 in Mexiko-Stadt   | Sommerspiele  |                            |                       |
| 1972 in München        | Sommerspiele  | Ghulam Dastagir            |                       |
| 1980 in Moskau         | Sommerspiele  |                            |                       |
| 1988 in Seoul          | Sommerspiele  | Mohammad Razigul           |                       |
| 1996 in Atlanta        | Sommerspiele  | Muhamed Aman (Offizieller) |                       |
| 2004 in Athen          | Sommerspiele  | (T) Nina Suratger          | (T) Kosia Akashi      |
| 2008 in Peking         | Sommerspiele  | Nesar Ahmad Bahave         | Rohullah Nikpai       |
| 2012 in London         | Sommerspiele  | Nesar Ahmad Bahave         | Rohullah Nikpai       |
| 2016 in Rio de Janeiro | Sommerspiele  | Mohammad Tawfiq Bakhshi    | Volunteer             |
| 2020 Tokio             | Sommerspiele  | Kimia Yousofi              | Volunteer             |
| 2020 Tokio             | Sommerspiele  | Farzad Mansouri            | Volunteer             |
| 2024 Paris             | Sommerspiele  | Fariba Hashimi             | Fariba Hashimi        |
| 2024 Paris             | Sommerspiele  | Sha Mahmood Noor Zahi      | Sha Mahmood Noor Zahi |

Anmerkung: (EF) = Eröffnungsfeier, (AF) = Abschlussfeier, (T) = Trainer

## Statistik
| Rang    | Sportart       | EF | AF | ∑  |
| ------- | -------------- | -- | -- | -- |
| 1       | Taekwondo      | 3  | 2  | 5  |
| 2       | Leichtathletik | 2  | 1  | 3  |
| 2       | Ringen         | 3  | 0  | 3  |
| 2       | Offizieller    | 2  | 1  | 3  |
| 5       | Radsport       | 1  | 1  | 2  |
| 5       | Volunteer      | 0  | 2  | 2  |
| 7       | Judo           | 1  | 0  | 1  |
| Gesamt: | Gesamt:        | 12 | 7  | 19 |

| Rang                   | Sportart | EF | AF | ∑ |
| ---------------------- | -------- | -- | -- | - |
| bisher keine Teilnahme |          |    |    |   |
| Gesamt:                | Gesamt:  | 0  | 0  | 0 |

| Rang    | Sportart       | EF | AF | ∑  |
| ------- | -------------- | -- | -- | -- |
| 1       | Taekwondo      | 3  | 2  | 5  |
| 2       | Leichtathletik | 2  | 1  | 3  |
| 2       | Ringen         | 3  | 0  | 3  |
| 2       | Offizieller    | 2  | 1  | 3  |
| 5       | Radsport       | 1  | 1  | 2  |
| 5       | Volunteer      | 0  | 2  | 2  |
| 7       | Judo           | 1  | 0  | 1  |
| Gesamt: | Gesamt:        | 12 | 7  | 19 |